# 第74独立近卫摩托化步兵旅
第74独立近卫摩托化旅是俄罗斯陆军第41合成集团军的一个军事编队，隶属于中央军区，驻扎在俄罗斯克麦罗沃州尤尔加。

## 历史

### 早年和二战
第 74 机动步兵旅是由解散的第 94 近卫 Zvenigorod-Berlin Order of Suvorov 摩步師组建而成，前身为驻德苏军集群。第 94 近卫步兵师于 1943 年 4 月 23 日在乌克兰东部由第 14 近卫旅和第 96 步兵旅合并而成。它作为第 5 突击军的一部分参加了 1943 年余下时间和 1944 年解放乌克兰南部的行动。在战争的剩余时间里，它一直留在军队中，并在柏林街头结束。战后在第5集团军驻留一段时间，后转入第3集团军。 1957年，它是为数不多的重组为摩托步枪师的步枪师之一，并且仍保留其原始编号。在 20 世纪 80 年代中期，它被转移到第 2 近卫坦克集团军，直到 1991 年从东德撤出。到达西伯利亚军区的尤尔加（托木斯克附近）后，改编为第74近卫摩托化步兵旅，并保留至今。其他单位也成为第 74 近卫机动步枪旅的一部分，包括近卫工兵营和第 386 坦克团。
2005年2月3日，俄罗斯国防部长谢尔盖·伊万诺夫视察该旅，承诺到2006年底，该旅将全部由职业军人组成，不再有新兵。 他还表示，该旅是整个俄罗斯军队中战斗力最强的旅之一，并承诺建造一个新营房。
截至 2005 年，指挥官是法里德巴拉利耶夫少将。 

### 车臣战争
到 1994 年 12 月 30 日，该旅在车臣作为预备队，派出 3000 多名人员、45 辆坦克和 115 辆BMP-1步兵战车参加战斗。该旅在格罗兹尼进行了巷战。据记载，该旅在战争中损失了120+人员。

### 俄罗斯介入叙利亚内战
该旅的成员正在参与俄罗斯对叙利亚内战的军事干预。 

### 2022 入侵乌克兰
该旅参与了2022年俄罗斯入侵乌克兰的行动。乌克兰驻美国大使奥克萨娜·马尔卡罗娃声称，第 74 机动步枪旅的一个排已在切尔尼戈夫附近向乌克兰军队投降。该排的人员并不知道他们“被带到乌克兰是为了杀死乌克兰人”并拒绝战斗，尽管俄罗斯后来否认曾发生过任何此类情况。  
3月8日，该旅顺利渡过了切尔尼戈夫州的杰斯纳河。 
5 月 8 日至 10 日期间，在 Siverskyi Donets 战役中，该旅的一部分成员试图穿越比洛霍里夫卡附近的北顿涅茨克河；据报道，550 人中有 485 人丧生，2,000 人中可能有 1,500 人丧生，还有 80 辆汽车。 战争研究所指出，尽管他们之前成功过河，但该旅的指挥官可能低估了乌克兰改进的炮兵能力，或者可能无法在过河期间控制部队行动。 

## 编制，1989-90
编制单位： 
- 师部总部 –什未林北纬53° 37' 00”，东经 11° 25' 00”
- 第 204 近卫摩托化步兵团(BMP) – 什未林北纬 53° 36' 10”，东经 11° 25' 20”
- 第 286 近卫摩托化步兵团 (BTR) – 什未林北纬 53° 35' 40”，东经 11° 26' 00”
- 第 288 近卫摩托化步兵团 (BTR) –维斯马，北纬 53° 53' 30”，东经 11° 26' 00”
- 第 74 近卫坦克团 – 什未林北纬 53° 36' 20”，东经 11° 25' 20”
- 第 199 近卫自行炮兵团 – 维斯马，北纬 53° 53' 30”，东经 11° 26' 00”
- 第 896 防空导弹团 – 什未林北纬 53° 36' 50”，东经 11° 22' 30”
- 第 28 独立坦克营 – 什未林北纬 53° 36' 50”，东经 11° 22' 30”
- 第 496 独立反坦克炮兵营 – 什未林北纬 53° 38' 40”，东经 11° 25' 30”
- 第 12 独立侦察和无线电电子战营 – 什未林北纬 53° 34' 40”，东经 11° 26' 30”
- 第 159 独立近卫信号营 – 什未林北纬 53° 37' 00”，东经 11° 25' 00”
- 第 107 近卫独立工兵工兵营 – 什未林北纬 53° 35' 40”，东经 11° 26' 00”
- 身份不明的独立防化营
- 第 52 独立修复重建营
- 第 90 独立医疗卫生营
- 第 1130 独立物资支援营

## 当代形成
旅单位包括：
- 第 74 独立机动步枪旅司令部 -尤尔加
  - 第 867 独立摩托步兵营
  - 第 873 独立摩托步兵营
  - 第 880 独立摩托步兵营
  - 第 13 独立坦克营
  - 第 227 独立自行榴弹炮炮兵营
  - 第 230 独立自行榴弹炮炮兵营
  - 第 237 独立反坦克炮兵营
  - 第 243 独立防空飛彈营
  - 总计：3000 名士兵[10]